# Kuruçay, Vezirköprü
Kuruçay là một xã thuộc huyện Vezirköprü, tỉnh Samsun, Thổ Nhĩ Kỳ. Dân số thời điểm năm 2010 là 850 người.